# Torbarska krtica
Torbarske krtice (Notoryctidae) su porodica torbara reda Notoryctemorphia, a uključuju samo dve vrste:
- (južna torbarska krtica, poznata kao itjaritjari)[3]
- (severna torbarska krtica, poznata kao kakaratul)

## Karakteristike
Veći deo vremena provode u zemljištu, izlazeći na površinu samo ponekad, najčešće nakon kiše. Slepe su, oči su im redukovane na zakržljala sočiva ispod kože, nemaju spoljašnje uši, samo par sitnih rupa skrivenih ispod guste dlake. Ne kopaju pernamentne jame, već zatrpavaju tunele za sobom.
Glava je konusnog oblika, sa kožastim štitom preko njuške, telo je cevasto, a rep kratak, bezdlaki patrljak. Dužine su između 12 i 16cm, težine 40 do 60 grama, a pokriveni kratkom, veoma bledom krem dlakom do belom dlakom, prelivenom zlatnim sjajem. Torba im je okrenuta unazad, tako da se ne puni peskom, a sadrži dve dojke, tako da ova životinja nema više od dva mladunca po leglu. Udovi su im veoma kratki, sa redukovanim prstima. Prednje stope imaju dve velike, široke kandže na trećem i četvrtom prstu, koje se koriste za kopanje zemlje pred životinjom. Zadnje noge su široke i nose tri male kandže; ove stope se koriste za guranje zemlje iza životinje dok kopa. Jedinstvena karakteristika za ovu životinju su srasli vratni pršljenovi koji daju veću čvrstinu glavi tokom kopanja. Zubi im imaju pojednostavljenu strukturu, ali je zubna formula slična drugim torbarima.
Članovi ovog reda nastali su pre oko 20 miliona godina. Južna torbarska krtica se nalazi na jugozapadu Australije. Hrani se crvima i larvama. Nije poznato da li piju vodu, ali obzirom na učestalost kiše, verovatno je ne piju.

## Konvergentna evolucija
Torbarske krtice pružaju izuzetan primer konvergentne evolucije, s krticama generalno, delimično i sa zlatnim krticama Afrike. Iako su povezane s drugim krticama u tome da su sve sisari, spoljašnja sličnost je izuzetan odraz sličnih evolucionih puteva koji su usledeli. One su insektivorne, hrane se uglavnom larvama buba i gusenicama moljaca kao i gušterima.